# Panteleímon
Panteleímon är en ort i Grekland.   Den ligger i prefekturen Nomós Kilkís och regionen Mellersta Makedonien, i den norra delen av landet, 300 km norr om huvudstaden Aten. Panteleímon ligger 85 meter över havet och antalet invånare är 285.
Terrängen runt Panteleímon är platt norrut, men söderut är den kuperad. Runt Panteleímon är det ganska tätbefolkat, med 214 invånare per kvadratkilometer. Närmaste större samhälle är Políchni, 18,8 km söder om Panteleímon. Trakten runt Panteleímon består till största delen av jordbruksmark.